# Svejk v civilu
Svejk v civilu è un film del 1927 diretto da Gustav Machatý.
La pellicola è una co-produzione cecoslovacca ed austriaca.

## Trama
Il barone Camra cerca di sedurre la giovane Lo regalandole, oltre al cane Hero, il nuovo modello di Ford completo dell’autista Pavel.
Intanto Švejk entra in società con due complici per gestire un traffico illecito di cani grazie al quale riesce a lucrare anche approfittando delle periodiche fughe, più o meno indotte, di Hero.
Anička, amica di Švejk, incontra casualmente e si innamora, ricambiata, di Pavel, peraltro concupito anche da Lo.
I cinque protagonisti si ritrovano, dopo alcune traversie, nella località termale di Karlovy Vary, al cui casinò Camra perde tutti i suoi averi, ma recupera Hero, mentre Švejk, dopo una vincita milionaria, si allontana con Anička e Pavel.